# ラミ・シャーバン
ラミ・シャーバン（Rami Shaaban、1975年6月30日）はスウェーデン・ソルナ出身の元同国代表サッカー選手。現役時代のポジションはGK。エジプト出身の父、フィンランド人の母との間に生まれた。

## 経歴
母国スウェーデンでは、サルトシェバーデンIFにてプロデビューし、20歳でアル・ザマレクに引き抜かれたが、ベンチを温める機会の方が多く、ナッカFFに移籍。その2年後には、ユールゴーデンIFに移籍した。そしてイングランドの強豪アーセナルFCに移籍したものの、骨折により、3試合のみの出場でクラブを去った。複数のクラブを渡り母国のハンマルビーIFに所属した後、2012年1月17日に現役を引退した。
スウェーデン代表として、ドイツで行われた2006 FIFAワールドカップの最終メンバーに選出、1試合に出場している。また、EURO2008では予選4試合に出場、本大会のメンバーにも選ばれたがプレーすることはなかった。

## 代表歴

### 出場大会
- スウェーデン代表
  - 2006 FIFAワールドカップ

### 試合数
- 国際Aマッチ 16試合 0得点（2006年-2008年）[2]

| スウェーデン代表 | 国際Aマッチ | 国際Aマッチ |
| 年               | 出場        | 得点        |
| ---------------- | ----------- | ----------- |
| 2006             | 8           | 0           |
| 2007             | 5           | 0           |
| 2008             | 3           | 0           |
| 通算             | 16          | 0           |

## タイトル
ユールゴーデン
- アルスヴェンスカン 2002
- スウェーデンカップ 2002

アーセナル
- プレミアリーグ 2003-04
- FAカップ 2002-03

フレドリクスタ
- ノルウェー・カップ 2006